# Dioxatión
El dioxatión, sistemáticamente conocido como p-dioxano-2,3-diiletil fosforoditioato, es un plaguicida organofosforado. Se utiliza como insecticida en el ganado y como acaricida en cítricos, frutos de hoja caduca y frutos secos.

## Usos
Con el nombre comercial Delnav, se puede utilizar para controlar insectos y ácaros en manzanas, peras, membrillos, uvas y nueces, y se utiliza en el control de garrapatas, moscas de los cuernos, piojos y corderos en varios tipos de ganado, ya sea como spray o como salsa. Bajo el nombre comercial Deltic, es un pesticida de uso restringido para el control exterior de pulgas, garrapatas y ácaros, en perreras, casas para perros, patios y otras áreas recreativas.

## Toxicidad
El dioxatión es una sustancia extremadamente peligrosa, según lo define la Sección 302 de la Ley de planificación de emergencias y derecho a la información de la comunidad de EE. UU., Y ya no se puede vender en los Estados Unidos. Sin embargo, sigue utilizándose en algunos otros países. Se sabe que causa inhibición de la enzima colinesterasa en ratas, y se recomienda que las personas que están expuestas al dioxatión se evalúen regularmente los niveles de colinesterasa en plasma y glóbulos rojos. Personas expuestas a otras sustancias químicas que afectan los niveles de colinesterasa, p. Ej. otros organofosforados o carbamatos, pueden tener un mayor riesgo. No se conocen efectos cancerígenos o reproductivos, pero la exposición a largo plazo puede resultar en daño a los nervios, mala coordinación motora y cambios de personalidad como ansiedad, depresión o irritabilidad.
Los efectos a corto plazo pueden incluir irritación de los ojos, constricción de la pupila y visión borrosa, calambres abdominales, dificultad para respirar, náuseas, vómitos, diarrea, calambres musculares y exceso de salivación. Estos son en su mayoría síntomas clásicos de intoxicación por organofosforados.
El dioxatión debe almacenarse lejos de álcalis, hierro, estaño y ácidos fuertes. El contacto se puede evitar utilizando ropa protectora y gafas. Si ocurre una intoxicación, un médico puede administrar sulfato de atropina o pralidoxima en caso de intoxicación grave.